# Lhotka (Ovčáry)
Lhotka ist eine Wüstung auf dem Gebiet der Gemeinde Ovčáry im Okres Kolín, Tschechien.

## Lage
Lhotka befindet sich östlich von Ovčáry am Hluboký potok. Durch die Wüstung führt der Lehrpfad „Kámen mudrců“ vom Ekozentrum Horka nach Písečný Mlýn.

## Geschichte
Die erste urkundliche Erwähnung von Minor Lhota erfolgte im Jahre 1273 in einer Schutzurkunde des Papstes Gregor X. für die Dörfer des Klosters Strahov. Im Strahover Urbar von 1410 sind für Lhotka ein herrschaftlicher Hof mit Verwalter sowie sieben Bauern aufgeführt. Später ging der Hof in den Besitz des Vítek von Turovice, der einen Teich anlegen ließ. Als zu Beginn der Hussitenkriege ein ungarisches Söldnerheer König Sigismunds Ende 1420 die Gegend nördlich von Kolín verwüstete, erlosch Lhotka.
Im Jahre 1936 beschrieb František Dvořák die Wüstung unter dem Namen Na Zámkách und ordnete sie einer unbestimmten Burgstättenzeit zu.
Erhalten sind Reste des Teichdammes am Hluboký potok.
Zu Beginn des 20. Jahrhunderts wurde bei Lhotka ein Gedenkstein für einen dort vom Blitz erschlagenen Mann aus Býchory errichtet. Der Gedenkstein wurde in den 1950er Jahren durch Landwirte umgeworfen und mit Erde bedeckt. Zu Beginn der 1980er Jahre entdeckte der Maler und Illustrator František Karel Foltýn den Stein wieder, er ließ ihn 1987 wieder aufstellen und pflanzte daneben eine Linde. Seit 2001 steht unter der Foltýn-Linde ein vom Kolíner Steinmetz Ivan Erben aus grünschwarzem Amphibolit gefertigtes Kreuz, das einen weinenden Christus darstellen soll.